# Major League Soccer 2017
Navigation
Édition précédente Édition suivante
La Major League Soccer 2017 est la 22e saison de la Major League Soccer, le championnat professionnel de soccer d'Amérique du Nord. Elle est composée de vingt-deux équipes (dix-neuf des États-Unis et trois du Canada). À partir de cette saison, les formations d'Atlanta United FC et de Minnesota United FC se rajoutent à la MLS.
Une des deux places qualificatives des États-Unis pour la Ligue des champions de la CONCACAF 2018-2019 y est attribuée : elle est décernée au vainqueur de la Coupe de la Major League Soccer, tandis que la deuxième place est attribuée au vainqueur de la Lamar Hunt US Open Cup.

## Les vingt-deux franchises participantes

### Carte
| Rapids du · Colorado FC Dallas Sporting de · Kansas City Dynamo de Houston Galaxy de Los Angeles Real Salt Lake Earthquakes de · San José Sounders FC de Seattle Minnesota United Timbers de Portland Whitecaps de Vancouver Fire de Chicago Crew SC de Columbus D.C. United Impact de Montréal Revolution de la · Nlle-Angleterre Orlando City SC Union de Philadelphie Red Bulls de New York New York · City FC Toronto FC Atlanta United |

| Association de l'Ouest - Rapids du Colorado - FC Dallas - Dynamo de Houston - Sporting de Kansas City - Galaxy de Los Angeles - Minnesota United (N) - Timbers de Portland - Real Salt Lake - Earthquakes de San José - Sounders FC de Seattle - Whitecaps de Vancouver | Association de l'Est - Atlanta United (N) - Fire de Chicago - Crew SC de Columbus - D.C. United - Impact de Montréal - Orlando City SC - New York City FC - Revolution de la Nouvelle-Angleterre - Red Bulls de New York - Union de Philadelphie - Toronto FC |

### Stades
| Atlanta United           | Fire de Chicago   | Rapids du Colorado         | Crew SC de Columbus | FC Dallas         | D.C. United       |
| ------------------------ | ----------------- | -------------------------- | ------------------- | ----------------- | ----------------- |
| Mercedes-Benz Stadium    | Toyota Park       | Dick's Sporting Goods Park | Mapfre Stadium      | Toyota Stadium    | RFK Stadium       |
| Capacité : 40 000/71 000 | Capacité : 20 000 | Capacité : 19 680          | Capacité : 20 145   | Capacité : 20 500 | Capacité : 20 000 |
|                          |                   |                            |                     |                   |                   |

| Dynamo de Houston    | Galaxy de Los Angeles | Minnesota United  | Impact de Montréal | New York City Football Club | Red Bulls de New York |
| -------------------- | --------------------- | ----------------- | ------------------ | --------------------------- | --------------------- |
| BBVA Compass Stadium | StubHub Center        | TCF Bank Stadium  | Stade Saputo       | Yankee Stadium              | Red Bull Arena        |
| Capacité : 22 000    | Capacité : 27 000     | Capacité : 21 895 | Capacité : 20 801  | Capacité : 33 444           | Capacité : 25 000     |
|                      |                       |                   |                    |                             |                       |

| Orlando City SC      | Revolution de la Nouvelle-Angleterre | Union de Philadelphie | Timbers de Portland | Real Salt Lake    |
| -------------------- | ------------------------------------ | --------------------- | ------------------- | ----------------- |
| Orlando City Stadium | Gillette Stadium                     | Talen Energy Stadium  | Providence Park     | Rio Tinto Stadium |
| Capacité : 25 500    | Capacité : 68 000                    | Capacité : 18 500     | Capacité : 22 000   | Capacité : 20 000 |
|                      |                                      |                       |                     |                   |

| Earthquakes de San José | Sounders FC de Seattle   | Sporting de Kansas City | Toronto FC        | Whitecaps de Vancouver |
| ----------------------- | ------------------------ | ----------------------- | ----------------- | ---------------------- |
| Avaya Stadium           | CenturyLink Field        | Children's Mercy Park   | BMO Field         | BC Place               |
| Capacité : 18 000       | Capacité : 40 000/69 000 | Capacité : 18 500       | Capacité : 30 991 | Capacité : 21 000      |
|                         |                          |                         |                   |                        |

### Entraîneurs et capitaines
| Équipe                               | Entraîneur                                             | Capitaine                     |
| ------------------------------------ | ------------------------------------------------------ | ----------------------------- |
| Atlanta United                       | Gerardo Martino                                        | Michael Parkhurst             |
| Fire de Chicago                      | Veljko Paunović                                        | Juninho                       |
| Rapids du Colorado                   | Pablo Mastroeni (15 août) Steve Cooke                  | Sam Cronin Tim Howard         |
| Crew SC de Columbus                  | Gregg Berhalter                                        | Wil Trapp                     |
| D.C. United                          | Ben Olsen                                              | Steve Birnbaum                |
| FC Dallas                            | Óscar Pareja                                           | Matt Hedges                   |
| Dynamo de Houston                    | Wilmer Cabrera                                         | DaMarcus Beasley              |
| Galaxy de Los Angeles                | Curt Onalfo Sigi Schmid (27 juillet)                   | Jelle Van Damme Ashley Cole   |
| Minnesota United                     | Adrian Heath                                           | Vadim Demidov Francisco Calvo |
| Impact de Montréal                   | Mauro Biello                                           | Patrice Bernier               |
| Revolution de la Nouvelle-Angleterre | Jay Heaps Tom Soehn (19 septembre)                     | Lee Nguyen                    |
| New York City Football Club          | Patrick Vieira                                         | David Villa                   |
| Red Bulls de New York                | Jesse Marsch                                           | Sacha Kljestan                |
| Orlando City Soccer Club             | Jason Kreis                                            | Kaká                          |
| Union de Philadelphie                | Jim Curtin                                             | Alejandro Bedoya              |
| Timbers de Portland                  | Caleb Porter                                           | Liam Ridgewell                |
| Real Salt Lake                       | Jeff Cassar (20 mars) Daryl Shore (29 mars) Mike Petke | Kyle Beckerman                |
| Earthquakes de San José              | Dominic Kinnear Chris Leitch (25 juin)                 | Chris Wondolowski             |
| Sounders FC de Seattle               | Brian Schmetzer                                        | Osvaldo Alonso                |
| Sporting de Kansas City              | Peter Vermes                                           | Matt Besler                   |
| Toronto FC                           | Greg Vanney                                            | Michael Bradley               |
| Whitecaps de Vancouver               | Carl Robinson                                          | Kendall Waston                |

## Format de la compétition
Les 22 équipes sont réparties en deux associations : Association de l'Ouest (11 équipes) et l'Association de l'Est (11 équipes).
Toutes les équipes disputent 34 rencontres dans un format non balancé plaçant une plus grande importance aux matchs entre les équipes d'une même Association.
Chaque équipe dispute 23 matchs contre les équipes de son association et 11 contre les équipes de l'association opposée (respectivement 22 et 12 pour Atlanta et Minnesota).
Les rencontres se répartissent comme suit :
- Pour 10 équipes (Colorado, Dallas, Houston, Los Angeles, San José, Columbus, D.C. United, Red Bulls, Orlando et Philadelphie) : 
  - 3 matchs (deux à domicile et un à l'extérieur) contre deux équipes de son association
  - 3 matchs (un à domicile et deux à l'extérieur) contre une équipe de son association
  - 2 matchs (un à domicile et un à l'extérieur) contre les sept autres équipes de son association
  - 1 match à domicile contre cinq équipes de l'association opposée
  - 1 match à l'extérieur contre six équipes de l'association opposée
- Pour 10 autres équipes (Portland, Salt Lake, Seattle, Kansas City, Vancouver, Chicago, Montréal, New York City, le Revolution et Toronto) : 
  - 3 matchs (deux à domicile et un à l'extérieur) contre une équipe de son association
  - 3 matchs (un à domicile et deux à l'extérieur) contre deux équipes de son association
  - 2 matchs (un à domicile et un à l'extérieur) contre les sept autres équipes de son association
  - 1 match à domicile contre six équipes de l'association opposée
  - 1 match à l'extérieur contre cinq équipes de l'association opposée
- Pour Atlanta et Minnesota : 
  - 3 matchs (deux à domicile et un à l'extérieur) contre une équipe de son association
  - 3 matchs (un à domicile et deux à l'extérieur) contre une équipe de son association
  - 2 matchs (un à domicile et un à l'extérieur) contre les sept autres équipes de son association
  - 2 matchs (un à domicile et un à l'extérieur) contre Atlanta pour Minnesota et vice-versa
  - 1 match à domicile contre cinq équipes de l'association opposée
  - 1 match à l'extérieur contre cinq équipes de l'association opposée

Les deux meilleures équipes de chaque association sont qualifiées pour les demi-finales d'associations. Les équipes finissant entre la troisième et la sixième place dans chaque association s'affrontent dans un match éliminatoire de premier tour. L'équipe la moins bien classée affrontera en demi-finales d'association, le premier de son association.
En cas d'égalité, les critères suivants départagent les équipes :
1. Nombre de victoires
2. Différence de buts générale
3. Nombre de buts marqués
4. Classement du fair-play
5. Nombre de buts marqués à l'extérieur
6. Différence de buts à l'extérieur
7. Tirage à la pièce[9]

## Saison régulière
- À la suite de changements dans l'organisation de la Ligue des champions de la CONCACAF, seulement deux places sont qualificatives pour l'édition 2018-2019 de la compétition. La première place est attribuée au vainqueur de la Coupe de la Major League Soccer tandis que la deuxième est attribuée au vainqueur de la Lamar Hunt US Open Cup. Si une équipe canadienne gagne la MLS Cup, la place sera attribuée la saison suivante à l'équipe qui aura eu le meilleur cumul de points sur les saisons régulières 2017 et 2018[10]. Les vainqueurs des éditions 2018 de ces deux compétitions se qualifieront également pour la Ligue des champions de la CONCACAF 2018-2019[11].

### Classements des conférences Ouest et Est
| Rang | Équipe                    | Pts | J  | G  | N  | P  | Bp | Bc | Diff |
| ---- | ------------------------- | --- | -- | -- | -- | -- | -- | -- | ---- |
| 1    | Timbers de Portland       | 53  | 34 | 15 | 8  | 11 | 60 | 50 | +10  |
| 2    | Sounders FC de Seattle T  | 53  | 34 | 14 | 11 | 9  | 52 | 39 | +13  |
| 3    | Whitecaps de Vancouver    | 52  | 34 | 15 | 7  | 12 | 50 | 49 | +1   |
| 4    | Dynamo de Houston         | 50  | 34 | 13 | 11 | 10 | 57 | 45 | +12  |
| 5    | Sporting de Kansas City C | 49  | 34 | 12 | 13 | 9  | 40 | 29 | +11  |
| 6    | Earthquakes de San José   | 46  | 34 | 13 | 7  | 14 | 39 | 60 | -21  |
| 7    | FC Dallas                 | 46  | 34 | 11 | 13 | 10 | 48 | 48 | 0    |
| 8    | Real Salt Lake            | 45  | 34 | 13 | 6  | 15 | 49 | 55 | -6   |
| 9    | Minnesota United          | 36  | 34 | 10 | 6  | 18 | 47 | 70 | -23  |
| 10   | Rapids du Colorado        | 33  | 34 | 9  | 6  | 19 | 31 | 51 | -20  |
| 11   | Galaxy de Los Angeles     | 32  | 34 | 8  | 8  | 18 | 45 | 67 | -22  |

| Rang | Équipe                               | Pts | J  | G  | N  | P  | Bp | Bc | Diff |
| ---- | ------------------------------------ | --- | -- | -- | -- | -- | -- | -- | ---- |
| 1    | Toronto FC                           | 69  | 34 | 20 | 9  | 5  | 74 | 37 | +37  |
| 2    | New York City FC                     | 57  | 34 | 16 | 9  | 9  | 56 | 43 | +13  |
| 3    | Fire de Chicago                      | 55  | 34 | 16 | 7  | 11 | 61 | 47 | +14  |
| 4    | Atlanta United                       | 55  | 34 | 15 | 10 | 9  | 70 | 40 | +30  |
| 5    | Crew SC de Columbus                  | 54  | 34 | 16 | 6  | 12 | 53 | 49 | +4   |
| 6    | Red Bulls de New York                | 50  | 34 | 14 | 8  | 12 | 53 | 47 | +6   |
| 7    | Revolution de la Nouvelle-Angleterre | 45  | 34 | 13 | 6  | 15 | 53 | 61 | -8   |
| 8    | Union de Philadelphie                | 42  | 34 | 11 | 9  | 14 | 50 | 47 | +3   |
| 9    | Impact de Montréal                   | 39  | 34 | 11 | 6  | 17 | 52 | 58 | -6   |
| 10   | Orlando City SC                      | 39  | 34 | 10 | 9  | 15 | 39 | 58 | -19  |
| 11   | D.C. United                          | 32  | 34 | 9  | 5  | 20 | 31 | 60 | -29  |

- MLS Supporters' Shield et qualification automatique pour les demi-finales de conférence
- Franchise directement qualifiée pour les demi-finales de conférences
- Qualification pour le premier tour des séries éliminatoires

T : Tenant du titre

C : Vainqueur de la Lamar Hunt US Open Cup 2017 et qualification pour la Ligue des champions de la CONCACAF 2018-2019

### Résultats

#### Matchs inter-conférences
| Résultats (▼dom., ►ext.)                                   | ATL | CHI | COL | CLB | DCU | DAL | HOU | LA  | MIN | MTL | NYFC | N.-A. | NYRB | ORL | PHI | POR | RSL | SJ  | SEA | SKC | TOR | VAN |
| Atlanta United                                             |     |     | 1-0 |     |     | 3-0 | 4-1 | 4-0 | 2-3 |     |      |       |      |     |     |     |     | 4-2 |     |     |     |     |
| Fire de Chicago                                            |     |     | 3-0 |     |     | 2-1 |     |     | 1-2 |     |      |       |      |     |     |     | 2-0 |     | 4-1 |     |     | 4-0 |
| Rapids du Colorado                                         |     |     |     | 2-1 | 0-1 |     |     |     |     | 2-1 | 1-1  | 1-0   |      |     |     |     |     |     |     |     |     |     |
| Crew SC de Columbus                                        |     |     |     |     |     | 2-1 |     | 2-0 |     |     |      |       |      |     |     | 3-2 |     |     | 3-0 | 1-1 |     |     |
| D.C. United                                                |     |     |     |     |     |     | 1-3 | 0-0 |     |     |      |       |      |     |     |     | 0-1 | 4-0 |     | 0-0 |     |     |
| FC Dallas                                                  |     |     |     |     | 4-2 |     |     |     |     |     | 1-1  | 2-1   | 2-2  |     |     |     |     |     |     |     | 3-1 |     |
| Dynamo de Houston                                          |     | 3-0 |     | 3-1 |     |     |     |     |     | 3-1 |      |       | 4-1  | 4-0 |     |     |     |     |     |     |     |     |
| Galaxy de Los Angeles                                      |     | 2-2 |     |     |     |     |     |     |     | 2-0 | 0-2  |       |      |     | 0-0 |     |     |     |     |     | 0-4 |     |
| Minnesota United                                           | 1-6 |     |     | 0-1 | 4-0 |     |     |     |     |     |      |       | 0-3  | 1-0 | 1-1 |     |     |     |     |     |     |     |
| Impact de Montréal                                         |     |     |     |     |     | 1-2 |     |     | 2-3 |     |      |       |      |     |     | 4-1 | 3-1 |     | 2-2 |     |     | 1-2 |
| New York City FC                                           |     |     |     |     |     |     | 1-1 |     | 3-1 |     |      |       |      |     |     | 0-1 |     | 2-1 | 2-1 | 1-0 |     |     |
| Revolution de la Nouvelle-Angleterre                       |     |     |     |     |     |     | 2-0 | 4-3 | 5-2 |     |      |       |      |     |     |     | 4-0 | 0-0 |     |     |     | 1-0 |
| Red Bulls de New York                                      |     |     | 1-0 |     |     |     |     | 1-3 |     |     |      |       |      |     |     |     | 0-0 | 5-1 |     |     |     | 3-0 |
| Orlando City SC                                            |     |     | 2-0 |     |     | 0-0 |     | 2-1 |     |     |      |       |      |     |     |     |     |     |     | 2-2 |     | 1-2 |
| Union de Philadelphie                                      |     |     | 2-1 |     |     | 3-1 | 2-0 |     |     |     |      |       |      |     |     | 1-3 |     |     | 2-0 |     |     |     |
| Timbers de Portland                                        | 1-1 | 2-2 |     |     | 4-0 |     |     |     |     |     |      | 1-1   | 2-0  | 3-0 |     |     |     |     |     |     |     |     |
| Real Salt Lake                                             | 1-3 |     |     | 2-2 |     |     |     |     |     |     | 2-1  |       |      | 0-1 | 1-0 |     |     |     |     |     | 0-0 |     |
| Earthquakes de San José                                    |     | 1-4 |     | 2-1 |     |     |     |     |     | 1-0 |      |       |      | 1-1 | 2-2 |     |     |     |     |     |     |     |
| Sounders FC de Seattle                                     | 0-0 |     |     |     | 4-3 |     |     |     |     |     |      | 3-3   | 3-1  | 1-1 |     |     |     |     |     |     | 0-1 |     |
| Sporting de Kansas City                                    | 1-1 | 3-2 |     |     |     |     |     |     |     | 1-1 |      | 3-1   | 2-0  |     | 1-1 |     |     |     |     |     |     |     |
| Toronto FC                                                 |     |     | 1-1 |     |     |     | 2-0 |     | 3-2 |     |      |       |      |     |     | 4-1 |     | 4-0 |     | 0-0 |     |     |
| Whitecaps de Vancouver                                     | 3-1 |     |     | 2-2 | 0-1 |     |     |     |     |     | 3-2  |       |      |     | 0-0 |     |     |     |     |     | 0-2 |     |
| - Victoire à domicile - Match nul - Victoire à l'extérieur |     |     |     |     |     |     |     |     |     |     |      |       |      |     |     |     |     |     |     |     |     |     |

#### Matchs intra-conférences

##### Conférence de l'Ouest
| Résultats (▼dom., ►ext.)                                   | COL | DAL | HOU | LA  | MIN | POR | RSL | SJ  | SEA | SKC | VAN | COL | DAL | HOU | LA  | MIN | POR | RSL | SJ  | SEA | SKC | VAN |
| Rapids du Colorado                                         |     | 1-1 | 3-1 | 1-3 | 2-2 | 2-1 | 1-2 | 3-0 | 1-3 | 1-0 | 0-1 |     |     |     |     |     |     | 1-0 |     |     |     | 2-2 |
| FC Dallas                                                  | 0-0 |     | 0-0 | 5-1 | 2-0 | 2-2 | 6-2 | 0-1 | 0-0 | 1-0 | 0-4 | 2-0 |     | 3-3 |     |     |     |     |     |     |     |     |
| Dynamo de Houston                                          | 0-1 | 1-1 |     | 3-3 | 2-2 | 2-2 | 5-1 | 2-0 | 2-1 | 2-1 | 2-1 |     |     |     |     | 2-1 |     |     | 3-0 |     |     |     |
| Galaxy de Los Angeles                                      | 3-0 | 1-2 | 2-2 |     | 3-0 | 0-1 | 2-6 | 0-3 | 0-3 | 1-2 | 0-1 |     |     |     |     |     |     | 1-1 |     | 0-0 |     |     |
| Minnesota United                                           | 1-0 | 4-1 | 0-0 | 1-2 |     | 3-2 | 4-2 | 0-1 | 0-4 | 2-0 | 2-2 |     |     |     |     |     |     |     |     |     | 1-1 |     |
| Timbers de Portland                                        | 2-1 | 2-0 | 4-2 | 3-1 | 5-1 |     | 1-4 | 2-0 | 2-2 | 0-1 | 2-1 |     |     |     |     |     |     |     |     |     |     | 2-1 |
| Real Salt Lake                                             | 4-1 | 0-3 | 0-0 | 1-2 | 1-0 | 2-1 |     | 4-0 | 2-0 | 1-1 | 3-0 |     |     |     |     |     |     |     |     |     | 2-1 |     |
| Earthquakes de San José                                    | 1-0 | 1-1 | 1-0 | 2-4 | 3-2 | 3-0 | 2-1 |     | 1-1 | 0-0 | 3-2 |     |     |     | 2-1 |     | 2-1 |     |     |     |     |     |
| Sounders FC de Seattle                                     | 3-0 | 4-0 | 1-0 | 1-1 | 2-1 | 1-0 | 1-0 | 3-0 |     | 1-0 | 3-0 |     |     |     |     |     | 1-1 |     |     |     |     |     |
| Sporting de Kansas City                                    | 3-1 | 0-0 | 0-0 | 2-1 | 3-0 | 1-1 | 3-0 | 2-1 | 3-0 |     | 0-1 |     | 2-0 |     |     |     |     |     |     |     |     |     |
| Whitecaps de Vancouver                                     | 2-1 | 1-1 | 2-1 | 4-2 | 3-0 | 1-2 | 3-2 | 1-1 | 2-1 | 2-0 |     |     |     |     |     |     |     |     |     | 1-1 |     |     |
| - Victoire à domicile - Match nul - Victoire à l'extérieur |     |     |     |     |     |     |     |     |     |     |     |     |     |     |     |     |     |     |     |     |     |     |

##### Conférence de l'Est
| Résultats (▼dom., ►ext.)                                   | ATL | CHI | CLB | DCU | MTL | NYFC | N.-A. | NYRB | ORL | PHI | TOR | ATL | CHI | CLB | DCU | MTL | NYFC | N.-A. | NYRB | ORL | PHI | TOR |
| Atlanta United                                             |     | 4-0 | 3-1 | 1-3 | 2-0 | 3-1  | 7-0   | 1-2  | 1-1 | 3-0 | 2-2 |     |     |     |     |     |      |       |      | 3-3 |     |     |
| Fire de Chicago                                            | 2-0 |     | 1-0 | 3-0 | 2-2 | 1-1  | 3-0   | 1-1  | 4-0 | 3-2 | 1-3 |     |     |     |     |     |      | 4-1   |      |     |     |     |
| Crew SC de Columbus                                        | 0-2 | 1-1 |     | 2-0 | 4-1 | 2-3  | 2-0   | 3-2  | 2-0 | 1-0 | 2-1 |     | 3-1 |     |     |     |      |       |      |     |     | 1-2 |
| D.C. United                                                | 2-1 | 0-1 | 0-2 |     | 0-1 | 2-1  | 1-0   | 1-2  | 1-2 | 2-1 | 1-1 | 1-0 |     |     |     |     |      |       |      |     | 0-4 |     |
| Impact de Montréal                                         | 2-1 | 3-0 | 2-3 | 2-0 |     | 0-1  | 2-3   | 1-0  | 2-1 | 2-1 | 1-3 |     | 0-1 |     |     |     |      |       |      |     |     |     |
| New York City FC                                           | 3-1 | 2-1 | 2-2 | 4-0 | 1-1 |      | 2-2   | 3-2  | 1-2 | 2-1 | 2-2 |     |     |     |     |     |      | 2-1   |      |     |     |     |
| Revolution de la Nouvelle-Angleterre                       | 0-0 | 1-2 | 2-1 | 2-2 | 1-0 | 2-1  |       | 2-3  | 4-0 | 3-0 | 3-0 |     |     |     |     |     |      |       |      |     |     | 2-1 |
| Red Bulls de New York                                      | 0-0 | 2-1 | 2-0 | 2-0 | 4-0 | 0-2  | 2-1   |      | 3-1 | 0-0 | 1-1 |     |     |     | 3-3 |     | 1-1  |       |      |     |     |     |
| Orlando City SC                                            | 0-1 | 0-0 | 1-1 | 2-0 | 3-3 | 1-0  | 6-1   | 1-0  |     | 2-1 | 1-3 |     |     | 0-1 |     |     | 0-3  |       |      |     |     |     |
| Union de Philadelphie                                      | 2-2 | 3-1 | 3-0 | 1-0 | 3-3 | 0-2  | 3-0   | 3-0  | 6-1 |     | 2-2 |     |     |     |     | 0-3 |      |       | 0-2  |     |     |     |
| Toronto FC                                                 | 2-2 | 3-1 | 5-0 | 2-0 | 3-5 | 4-0  | 2-0   | 4-2  | 2-1 | 3-0 |     |     |     |     |     | 1-0 |      |       |      |     |     |     |
| - Victoire à domicile - Match nul - Victoire à l'extérieur |     |     |     |     |     |      |       |      |     |     |     |     |     |     |     |     |      |       |      |     |     |     |

## Séries éliminatoires

### Règlement
Le règlement des séries éliminatoires est le même que la saison dernière. Douze équipes se qualifient pour les séries éliminatoires (soit six équipes par conférence). Les deux premières équipes de chaque conférence se qualifient directement pour les demi-finales de conférence. Pour les matchs du premier tour, la troisième équipe de la conférence de l'Ouest recevra la sixième, tandis que la quatrième recevra la cinquième de cette même association. Il en est de même pour la conférence de l'Est.
Ce tour se déroule en un seul match, avec prolongations et tirs au but éventuels.
La meilleure équipe de chaque conférence affronte en demi-finale de conférence, l'équipe la plus faible issue du premier tour de sa conférence, l'autre demi-finale de chaque conférence mettant aux prises le deuxième contre l'autre équipe issue des séries. Cette organisation est ainsi similaire à la NFL.
Les demi-finales et finales de conférence se déroulent par match aller-retour, avec match retour chez l'équipe la mieux classée. En cas d'égalité de buts à l'issue des deux matchs, l'équipe qui aura inscrit le plus de buts à l'extérieur se qualifie. Sinon, une prolongation de deux périodes de 15 minutes a alors lieu. Cette règle ne s'applique pas à la prolongation. Ainsi, quel que soit le nombre de buts inscrit en prolongation, si les deux équipes restent à égalité, une séance de tirs au but a lieu.
La finale MLS a lieu sur le terrain de la meilleure équipe en phase régulière.
Cette finale se déroule en un seul match, avec prolongations et tirs au but pour départager si nécessaire les équipes.
Le gagnant du championnat se qualifie pour la Ligue des champions de la CONCACAF 2018-2019. Si une équipe canadienne gagne la MLS Cup, la place sera attribuée la saison suivante à l'équipe qui aura eu le meilleur cumul de points sur les saisons régulières 2017 et 2018.

### Tableau
|  | Premier tour                    | Premier tour                    | Premier tour                  | Premier tour              |                      |                      | Demi-finales de conférence    | Demi-finales de conférence    | Demi-finales de conférence    | Demi-finales de conférence    |  |  | Finales de conférence  | Finales de conférence  | Finales de conférence  | Finales de conférence  |  |  | MLS Cup 2017    | MLS Cup 2017    | MLS Cup 2017    | MLS Cup 2017    |
|  |                                 |                                 |                               |                           |                      |                      |                               |                               |                               |                               |  |  |                        |                        |                        |                        |  |  |                 |                 |                 |                 |
|  |                                 |                                 |                               |                           |                      |                      | 30 octobre et 5 novembre 2017 | 30 octobre et 5 novembre 2017 | 30 octobre et 5 novembre 2017 | 30 octobre et 5 novembre 2017 |  |  | 21 et 29 novembre 2017 | 21 et 29 novembre 2017 | 21 et 29 novembre 2017 | 21 et 29 novembre 2017 |  |  | 9 décembre 2017 | 9 décembre 2017 | 9 décembre 2017 | 9 décembre 2017 |
|  |                                 |                                 |                               |                           |                      |                      | 30 octobre et 5 novembre 2017 | 30 octobre et 5 novembre 2017 | 30 octobre et 5 novembre 2017 | 30 octobre et 5 novembre 2017 |  |  | 21 et 29 novembre 2017 | 21 et 29 novembre 2017 | 21 et 29 novembre 2017 | 21 et 29 novembre 2017 |  |  | 9 décembre 2017 | 9 décembre 2017 | 9 décembre 2017 | 9 décembre 2017 |
|  |                                 |                                 |                               |                           |                      |                      | 30 octobre et 5 novembre 2017 | 30 octobre et 5 novembre 2017 | 30 octobre et 5 novembre 2017 | 30 octobre et 5 novembre 2017 |  |  | 21 et 29 novembre 2017 | 21 et 29 novembre 2017 | 21 et 29 novembre 2017 | 21 et 29 novembre 2017 |  |  | 9 décembre 2017 | 9 décembre 2017 | 9 décembre 2017 | 9 décembre 2017 |
|  |                                 |                                 |                               |                           |                      |                      | 30 octobre et 5 novembre 2017 | 30 octobre et 5 novembre 2017 | 30 octobre et 5 novembre 2017 | 30 octobre et 5 novembre 2017 |  |  | 21 et 29 novembre 2017 | 21 et 29 novembre 2017 | 21 et 29 novembre 2017 | 21 et 29 novembre 2017 |  |  | 9 décembre 2017 | 9 décembre 2017 | 9 décembre 2017 | 9 décembre 2017 |
|  | E1 Toronto FC                   | E1 Toronto FC                   | 2                             | 0                         |                      |                      |                               |                               |                               |                               |  |  | 21 et 29 novembre 2017 | 21 et 29 novembre 2017 | 21 et 29 novembre 2017 | 21 et 29 novembre 2017 |  |  | 9 décembre 2017 | 9 décembre 2017 | 9 décembre 2017 | 9 décembre 2017 |
|  | E1 Toronto FC                   | E1 Toronto FC                   | 2                             | 0                         | 25 octobre 2017      |                      |                               |                               |                               |                               |  |  | 21 et 29 novembre 2017 | 21 et 29 novembre 2017 | 21 et 29 novembre 2017 | 21 et 29 novembre 2017 |  |  | 9 décembre 2017 | 9 décembre 2017 | 9 décembre 2017 | 9 décembre 2017 |
|  |                                 |                                 | E6 Red Bulls de New York      | E6 Red Bulls de New York  | 1                    | 1                    |                               |                               |                               |                               |  |  | 21 et 29 novembre 2017 | 21 et 29 novembre 2017 | 21 et 29 novembre 2017 | 21 et 29 novembre 2017 |  |  | 9 décembre 2017 | 9 décembre 2017 | 9 décembre 2017 | 9 décembre 2017 |
|  | E3 Fire de Chicago              | E3 Fire de Chicago              | E6 Red Bulls de New York      | E6 Red Bulls de New York  | 1                    | 1                    | 0                             | 0                             |                               |                               |  |  | 21 et 29 novembre 2017 | 21 et 29 novembre 2017 | 21 et 29 novembre 2017 | 21 et 29 novembre 2017 |  |  | 9 décembre 2017 | 9 décembre 2017 | 9 décembre 2017 | 9 décembre 2017 |
|  | E3 Fire de Chicago              | E3 Fire de Chicago              | 31 octobre et 5 novembre 2017 |                           |                      |                      | 0                             | 0                             |                               |                               |  |  | 21 et 29 novembre 2017 | 21 et 29 novembre 2017 | 21 et 29 novembre 2017 | 21 et 29 novembre 2017 |  |  | 9 décembre 2017 | 9 décembre 2017 | 9 décembre 2017 | 9 décembre 2017 |
|  | E6 Red Bulls de New York        | E6 Red Bulls de New York        | 4                             | 4                         |                      |                      |                               |                               |                               |                               |  |  | 21 et 29 novembre 2017 | 21 et 29 novembre 2017 | 21 et 29 novembre 2017 | 21 et 29 novembre 2017 |  |  | 9 décembre 2017 | 9 décembre 2017 | 9 décembre 2017 | 9 décembre 2017 |
|  | E6 Red Bulls de New York        | E6 Red Bulls de New York        | 4                             | 4                         | E1 Toronto FC        | E1 Toronto FC        | 0                             | 1                             |                               |                               |  |  |                        |                        |                        |                        |  |  | 9 décembre 2017 | 9 décembre 2017 | 9 décembre 2017 | 9 décembre 2017 |
|  |                                 |                                 |                               |                           | E1 Toronto FC        | E1 Toronto FC        | 0                             | 1                             |                               |                               |  |  |                        |                        |                        |                        |  |  | 9 décembre 2017 | 9 décembre 2017 | 9 décembre 2017 | 9 décembre 2017 |
|  |                                 |                                 | E5 Crew SC de Columbus        | E5 Crew SC de Columbus    | 0                    | 0                    |                               |                               |                               |                               |  |  |                        |                        |                        |                        |  |  | 9 décembre 2017 | 9 décembre 2017 | 9 décembre 2017 | 9 décembre 2017 |
|  |                                 |                                 |                               |                           | 0                    | 0                    |                               |                               |                               |                               |  |  |                        |                        |                        |                        |  |  | 9 décembre 2017 | 9 décembre 2017 | 9 décembre 2017 | 9 décembre 2017 |
|  |                                 | 21 et 30 novembre               |                               |                           |                      |                      |                               |                               |                               |                               |  |  |                        |                        |                        |                        |  |  | 9 décembre 2017 | 9 décembre 2017 | 9 décembre 2017 | 9 décembre 2017 |
|  |                                 |                                 |                               |                           |                      |                      |                               |                               |                               |                               |  |  |                        |                        |                        |                        |  |  | 9 décembre 2017 | 9 décembre 2017 | 9 décembre 2017 | 9 décembre 2017 |
|  | E2 New York City FC             | E2 New York City FC             | 1                             | 2                         |                      |                      |                               |                               |                               |                               |  |  |                        |                        |                        |                        |  |  | 9 décembre 2017 | 9 décembre 2017 | 9 décembre 2017 | 9 décembre 2017 |
|  | E2 New York City FC             | E2 New York City FC             | 1                             | 2                         | 26 octobre 2017      |                      |                               |                               |                               |                               |  |  |                        |                        |                        |                        |  |  | 9 décembre 2017 | 9 décembre 2017 | 9 décembre 2017 | 9 décembre 2017 |
|  |                                 |                                 | E5 Crew SC de Columbus        | E5 Crew SC de Columbus    | 4                    | 0                    |                               |                               |                               |                               |  |  |                        |                        |                        |                        |  |  | 9 décembre 2017 | 9 décembre 2017 | 9 décembre 2017 | 9 décembre 2017 |
|  | E4 Atlanta United               | E4 Atlanta United               | E5 Crew SC de Columbus        | E5 Crew SC de Columbus    | 4                    | 0                    | 0 (1)                         | 0 (1)                         |                               |                               |  |  |                        |                        |                        |                        |  |  | 9 décembre 2017 | 9 décembre 2017 | 9 décembre 2017 | 9 décembre 2017 |
|  | E4 Atlanta United               | E4 Atlanta United               | 30 octobre et 5 novembre 2017 |                           |                      |                      | 0 (1)                         | 0 (1)                         |                               |                               |  |  |                        |                        |                        |                        |  |  | 9 décembre 2017 | 9 décembre 2017 | 9 décembre 2017 | 9 décembre 2017 |
|  | E5 Crew SC de Columbus t. a. b. | E5 Crew SC de Columbus t. a. b. | 0 (3)                         | 0 (3)                     |                      |                      |                               |                               |                               |                               |  |  |                        |                        |                        |                        |  |  | 9 décembre 2017 | 9 décembre 2017 | 9 décembre 2017 | 9 décembre 2017 |
|  | E5 Crew SC de Columbus t. a. b. | E5 Crew SC de Columbus t. a. b. | 0 (3)                         | 0 (3)                     | E1 Toronto FC        | E1 Toronto FC        | 2                             | 2                             |                               |                               |  |  |                        |                        |                        |                        |  |  |                 |                 |                 |                 |
|  |                                 |                                 |                               |                           | E1 Toronto FC        | E1 Toronto FC        | 2                             | 2                             |                               |                               |  |  |                        |                        |                        |                        |  |  |                 |                 |                 |                 |
|  |                                 |                                 | O2 Sounders de Seattle        | O2 Sounders de Seattle    | 0                    | 0                    |                               |                               |                               |                               |  |  |                        |                        |                        |                        |  |  |                 |                 |                 |                 |
|  |                                 |                                 |                               |                           | 0                    | 0                    |                               |                               |                               |                               |  |  |                        |                        |                        |                        |  |  |                 |                 |                 |                 |
|  |                                 |                                 |                               |                           |                      |                      |                               |                               |                               |                               |  |  |                        |                        |                        |                        |  |  |                 |                 |                 |                 |
|  |                                 |                                 |                               |                           |                      |                      |                               |                               |                               |                               |  |  |                        |                        |                        |                        |  |  |                 |                 |                 |                 |
|  | O1 Timbers de Portland          | O1 Timbers de Portland          | 0                             | 1                         |                      |                      |                               |                               |                               |                               |  |  |                        |                        |                        |                        |  |  |                 |                 |                 |                 |
|  | O1 Timbers de Portland          | O1 Timbers de Portland          | 0                             | 1                         | 26 octobre 2017      |                      |                               |                               |                               |                               |  |  |                        |                        |                        |                        |  |  |                 |                 |                 |                 |
|  |                                 |                                 | O4 Dynamo de Houston          | O4 Dynamo de Houston      | 0                    | 2                    |                               |                               |                               |                               |  |  |                        |                        |                        |                        |  |  |                 |                 |                 |                 |
|  | O4 Dynamo de Houston            | O4 Dynamo de Houston            | O4 Dynamo de Houston          | O4 Dynamo de Houston      | 0                    | 2                    | 1ap                           | 1ap                           |                               |                               |  |  |                        |                        |                        |                        |  |  |                 |                 |                 |                 |
|  | O4 Dynamo de Houston            | O4 Dynamo de Houston            | 29 octobre et 2 novembre 2017 |                           |                      |                      | 1ap                           | 1ap                           |                               |                               |  |  |                        |                        |                        |                        |  |  |                 |                 |                 |                 |
|  | O5 Sporting de Kansas City      | O5 Sporting de Kansas City      | 0                             | 0                         |                      |                      |                               |                               |                               |                               |  |  |                        |                        |                        |                        |  |  |                 |                 |                 |                 |
|  | O5 Sporting de Kansas City      | O5 Sporting de Kansas City      | 0                             | 0                         | O4 Dynamo de Houston | O4 Dynamo de Houston | 0                             | 0                             |                               |                               |  |  |                        |                        |                        |                        |  |  |                 |                 |                 |                 |
|  |                                 |                                 |                               |                           | O4 Dynamo de Houston | O4 Dynamo de Houston | 0                             | 0                             |                               |                               |  |  |                        |                        |                        |                        |  |  |                 |                 |                 |                 |
|  |                                 |                                 | O2 Sounders de Seattle        | O2 Sounders de Seattle    | 2                    | 3                    |                               |                               |                               |                               |  |  |                        |                        |                        |                        |  |  |                 |                 |                 |                 |
|  |                                 |                                 |                               |                           | 2                    | 3                    |                               |                               |                               |                               |  |  |                        |                        |                        |                        |  |  |                 |                 |                 |                 |
|  |                                 |                                 |                               |                           |                      |                      |                               |                               |                               |                               |  |  |                        |                        |                        |                        |  |  |                 |                 |                 |                 |
|  |                                 |                                 |                               |                           |                      |                      |                               |                               |                               |                               |  |  |                        |                        |                        |                        |  |  |                 |                 |                 |                 |
|  | O2 Sounders de Seattle          | O2 Sounders de Seattle          | 0                             | 2                         |                      |                      |                               |                               |                               |                               |  |  |                        |                        |                        |                        |  |  |                 |                 |                 |                 |
|  | O2 Sounders de Seattle          | O2 Sounders de Seattle          | 0                             | 2                         | 25 octobre 2017      |                      |                               |                               |                               |                               |  |  |                        |                        |                        |                        |  |  |                 |                 |                 |                 |
|  |                                 |                                 | O3 Whitecaps de Vancouver     | O3 Whitecaps de Vancouver | 0                    | 0                    |                               |                               |                               |                               |  |  |                        |                        |                        |                        |  |  |                 |                 |                 |                 |
|  | O3 Whitecaps de Vancouver       | O3 Whitecaps de Vancouver       | O3 Whitecaps de Vancouver     | O3 Whitecaps de Vancouver | 0                    | 0                    | 5                             | 5                             |                               |                               |  |  |                        |                        |                        |                        |  |  |                 |                 |                 |                 |
|  | O3 Whitecaps de Vancouver       | O3 Whitecaps de Vancouver       |                               |                           |                      |                      |                               | 5                             |                               |                               |  |  |                        |                        |                        |                        |  |  |                 |                 |                 |                 |
|  | O6 Earthquakes de San José      | O6 Earthquakes de San José      | 0                             | 0                         |                      |                      |                               |                               |                               |                               |  |  |                        |                        |                        |                        |  |  |                 |                 |                 |                 |
|  | O6 Earthquakes de San José      | O6 Earthquakes de San José      | 0                             | 0                         |                      |                      |                               |                               |                               |                               |  |  |                        |                        |                        |                        |  |  |                 |                 |                 |                 |
|  |                                 |                                 |                               |                           |                      |                      |                               |                               |                               |                               |  |  |                        |                        |                        |                        |  |  |                 |                 |                 |                 |

### Résultats

#### Premier tour

##### Est
| 25 octobre 2017 | Fire de Chicago | 0 - 4   | Red Bulls de New York                                     | Toyota Park, Bridgeview, Illinois              |                                                |
| 20:30           |                 | (0 - 2) | 7e Wright-Phillips · 11e Kljestan · 70e Royer · 87e Verón | Spectateurs : 11 647 Arbitrage : Ismail Elfath | Spectateurs : 11 647 Arbitrage : Ismail Elfath |
| 20:30           | Rapport         |         |                                                           | Spectateurs : 11 647 Arbitrage : Ismail Elfath | Spectateurs : 11 647 Arbitrage : Ismail Elfath |

| 26 octobre 2017 | Atlanta United                                    | 0 - 0 a. p.       | Crew SC de Columbus              | Mercedes-Benz Stadium, Atlanta, Géorgie        |                                                |
| 19:30           |                                                   | (0 - 0)           |                                  | Spectateurs : 67 221 Arbitrage : Allen Chapman | Spectateurs : 67 221 Arbitrage : Allen Chapman |
| 19:30           | Rapport                                           |                   |                                  | Spectateurs : 67 221 Arbitrage : Allen Chapman | Spectateurs : 67 221 Arbitrage : Allen Chapman |
| 19:30           | Gressel · González Pirez · Villalba · Larentowicz | Tirs au but 1 - 3 | Higuaín · Manneh · Hansen · Jahn | Spectateurs : 67 221 Arbitrage : Allen Chapman | Spectateurs : 67 221 Arbitrage : Allen Chapman |

##### Ouest
| 25 octobre 2017 | Whitecaps de Vancouver                                    | 5 - 0   | Earthquakes de San Jose | BC Place, Vancouver, Colombie-Britannique           |                                                     |
| 19:30           | Montero 33e · Techera 57e · Waston 64e · Mezquida 78e 80e | (1 - 0) |                         | Spectateurs : 21 083 Arbitrage : José Carlos Rivero | Spectateurs : 21 083 Arbitrage : José Carlos Rivero |
| 19:30           | Rapport                                                   |         |                         | Spectateurs : 21 083 Arbitrage : José Carlos Rivero | Spectateurs : 21 083 Arbitrage : José Carlos Rivero |

| 26 octobre 2017 | Dynamo de Houston | 1 - 0 a. p. | Sporting de Kansas City | BBVA Compass Stadium, Houston, Texas         |                                              |
| 20:30           | Elis 94e          | (0 - 0)     |                         | Spectateurs : 14 126 Arbitrage : Mark Geiger | Spectateurs : 14 126 Arbitrage : Mark Geiger |
| 20:30           | Rapport           |             |                         | Spectateurs : 14 126 Arbitrage : Mark Geiger | Spectateurs : 14 126 Arbitrage : Mark Geiger |

#### Demi-finales de conférence

##### Est
| 30 octobre 2017 | Red Bulls de New York | 1 - 2   | Toronto FC                | Red Bull Arena, Harrison                      |                                               |
| 19:00           | Royer 45+3e (pen.)    | (1 - 1) | 8e Vázquez · 72e Giovinco | Spectateurs : 18 107 Arbitrage : Drew Fischer | Spectateurs : 18 107 Arbitrage : Drew Fischer |
| 19:00           | Rapport               |         |                           | Spectateurs : 18 107 Arbitrage : Drew Fischer | Spectateurs : 18 107 Arbitrage : Drew Fischer |

| 5 novembre 2017 | Toronto FC | 0 - 1   | Red Bulls de New York | BMO Field, Toronto                           |                                              |
| 15:00           |            | (0 - 0) | 53e Wright-Phillips   | Spectateurs : 29 974 Arbitrage : Chris Penso | Spectateurs : 29 974 Arbitrage : Chris Penso |
| 15:00           | Rapport    |         |                       | Spectateurs : 29 974 Arbitrage : Chris Penso | Spectateurs : 29 974 Arbitrage : Chris Penso |

Le Toronto FC l'emporte par un score cumulé de 2-2, grâce à la règle du but à l'extérieur.
| 31 octobre 2017 | Crew SC de Columbus                             | 4 - 1   | New York City FC | Mapfre Stadium, Columbus                    |                                             |
| 20:00           | Kamara 6e · Artur 58e · Meram 69e · Afful 90+3e | (1 - 0) | 78e Villa        | Spectateurs : 14 416 Arbitrage : Alan Kelly | Spectateurs : 14 416 Arbitrage : Alan Kelly |
| 20:00           | Rapport                                         |         |                  | Spectateurs : 14 416 Arbitrage : Alan Kelly | Spectateurs : 14 416 Arbitrage : Alan Kelly |

| 5 novembre 2017 | New York City FC              | 2 - 0   | Crew SC de Columbus | Yankee Stadium, Bronx                        |                                              |
| 17:00           | Villa 16e (pen.) · Struna 53e | (1 - 0) |                     | Spectateurs : 23 246 Arbitrage : Kevin Stott | Spectateurs : 23 246 Arbitrage : Kevin Stott |
| 17:00           | Rapport                       |         |                     | Spectateurs : 23 246 Arbitrage : Kevin Stott | Spectateurs : 23 246 Arbitrage : Kevin Stott |

Le Crew SC de Columbus l'emporte par un score cumulé de 4-3.

##### Ouest
| 29 octobre 2017 | Whitecaps de Vancouver | 0 - 0   | Sounders de Seattle | BC Place, Vancouver                          |                                              |
| 17:30           |                        | (0 - 0) |                     | Spectateurs : 27 837 Arbitrage : Kevin Stott | Spectateurs : 27 837 Arbitrage : Kevin Stott |
| 17:30           | Rapport                |         |                     | Spectateurs : 27 837 Arbitrage : Kevin Stott | Spectateurs : 27 837 Arbitrage : Kevin Stott |

| 2 novembre 2017 | Sounders de Seattle | 2 - 0   | Whitecaps de Vancouver | CenturyLink Field, Seattle                        |                                                   |
| 19:30           | Dempsey 56e 88e     | (0 - 0) |                        | Spectateurs : 39 587 Arbitrage : Baldomero Toledo | Spectateurs : 39 587 Arbitrage : Baldomero Toledo |
| 19:30           | Rapport             |         |                        | Spectateurs : 39 587 Arbitrage : Baldomero Toledo | Spectateurs : 39 587 Arbitrage : Baldomero Toledo |

Les Sounders de Seattle l'emportent par un score cumulé de 2-0.
| 30 octobre 2017 | Dynamo de Houston | 0 - 0   | Timbers de Portland | BBVA Compass Stadium, Houston                  |                                                |
| 20:30           |                   | (0 - 0) |                     | Spectateurs : 15 169 Arbitrage : Robert Sibiga | Spectateurs : 15 169 Arbitrage : Robert Sibiga |
| 20:30           | Rapport           |         |                     | Spectateurs : 15 169 Arbitrage : Robert Sibiga | Spectateurs : 15 169 Arbitrage : Robert Sibiga |

| 5 novembre 2017 | Timbers de Portland | 1 - 2   | Dynamo de Houston        | Providence Park, Portland                      |                                                |
| 19:30           | Asprilla 39e        | (1 - 1) | 43e Remick · 77e Manotas | Spectateurs : 21 144 Arbitrage : Ismail Elfath | Spectateurs : 21 144 Arbitrage : Ismail Elfath |
| 19:30           | Rapport             |         |                          | Spectateurs : 21 144 Arbitrage : Ismail Elfath | Spectateurs : 21 144 Arbitrage : Ismail Elfath |

Le Dynamo de Houston l'emporte par un score cumulé de 2-1.

#### Finales de conférence

##### Est
| 21 novembre 2017 | Crew SC de Columbus | 0 - 0   | Toronto FC | Mapfre Stadium, Columbus                       |                                                |
| 20:00            |                     | (0 - 0) |            | Spectateurs : 21 289 Arbitrage : Robert Sibiga | Spectateurs : 21 289 Arbitrage : Robert Sibiga |
| 20:00            | Rapport             |         |            | Spectateurs : 21 289 Arbitrage : Robert Sibiga | Spectateurs : 21 289 Arbitrage : Robert Sibiga |

| 29 novembre 2017 | Toronto FC   | 1 - 0   | Crew SC de Columbus | BMO Field, Toronto                             |                                                |
| 19:30            | Altidore 60e | (0 - 0) |                     | Spectateurs : 30 392 Arbitrage : Ismail Elfath | Spectateurs : 30 392 Arbitrage : Ismail Elfath |
| 19:30            | Rapport      |         |                     | Spectateurs : 30 392 Arbitrage : Ismail Elfath | Spectateurs : 30 392 Arbitrage : Ismail Elfath |

Le Toronto FC l'emporte par un score cumulé de 1-0.

##### Ouest
| 21 novembre 2017 | Dynamo de Houston | 0 - 2   | Sounders de Seattle      | BBVA Compass Stadium, Houston                |                                              |
| 20:30            |                   | (0 - 1) | 11e Svensson · 42e Bruin | Spectateurs : 22 661 Arbitrage : Chris Penso | Spectateurs : 22 661 Arbitrage : Chris Penso |
| 20:30            | Rapport           |         |                          | Spectateurs : 22 661 Arbitrage : Chris Penso | Spectateurs : 22 661 Arbitrage : Chris Penso |

| 30 novembre 2017 | Sounders de Seattle                     | 3 - 0   | Dynamo de Houston | CenturyLink Field, Seattle                       |                                                  |
| 19:30            | Rodríguez 22e · Dempsey 57e · Bruin 73e | (1 - 0) |                   | Spectateurs : 45 298 Arbitrage : Hilario Grajeda | Spectateurs : 45 298 Arbitrage : Hilario Grajeda |
| 19:30            | Rapport                                 |         |                   | Spectateurs : 45 298 Arbitrage : Hilario Grajeda | Spectateurs : 45 298 Arbitrage : Hilario Grajeda |

Les Sounders de Seattle l'emportent par un score cumulé de 5-0.

#### MLS Cup 2017
| 9 décembre 2017 | Toronto FC                | 2 - 0   | Sounders de Seattle | BMO Field, Toronto                             |                                                |
|                 | Altidore 67eVázquez 90+4e | (0 - 0) |                     | Spectateurs : 30 584 Arbitrage : Allen Chapman | Spectateurs : 30 584 Arbitrage : Allen Chapman |
|                 | Rapport                   |         |                     | Spectateurs : 30 584 Arbitrage : Allen Chapman | Spectateurs : 30 584 Arbitrage : Allen Chapman |

## Statistiques individuelles
| Rang | Joueur                  | Club                  | Buts | Passes |
| ---- | ----------------------- | --------------------- | ---- | ------ |
| 1    | Nemanja Nikolić         | Fire de Chicago       | 24   | 4      |
| 2    | David Villa             | New York City FC      | 22   | 9      |
| 3    | Diego Valeri            | Timbers de Portland   | 21   | 11     |
| 4    | Josef Martínez          | Atlanta United        | 19   | 1      |
| 5    | Ola Kamara              | Crew de Columbus      | 18   | 1      |
| 6    | Ignacio Piatti          | Impact de Montréal    | 17   | 6      |
| 7    | Bradley Wright-Phillips | Red Bulls de New York | 17   | 1      |
| 8    | Sebastian Giovinco      | Toronto FC            | 16   | 6      |
| 9    | C.J. Sapong             | Union de Philadelphie | 16   | 5      |
| 10   | Jozy Altidore           | Toronto FC            | 15   | 6      |

| Rang | Joueur              | Club                                 | Passes |
| ---- | ------------------- | ------------------------------------ | ------ |
| 1    | Sacha Kljestan      | Red Bulls de New York                | 17     |
| 2    | Víctor Vázquez      | Toronto FC                           | 16     |
| 3    | Lee Nguyen          | Revolution de la Nouvelle-Angleterre | 15     |
| 4    | Miguel Almirón      | Atlanta United                       | 14     |
| 4    | Michael Barrios     | FC Dallas                            | 14     |
| 4    | Federico Higuaín    | Crew de Columbus                     | 14     |
| 7    | Yamil Asad          | Atlanta United                       | 13     |
| 7    | Albert Rusnák       | Real Salt Lake                       | 13     |
| 9    | Romain Alessandrini | Galaxy de Los Angeles                | 12     |
| 9    | Nicolás Lodeiro     | Sounders de Seattle                  | 12     |
| 9    | Haris Medunjanin    | Union de Philadelphie                | 12     |

### Meilleurs gardiens
Il faut avoir joué au moins 900 minutes pour être classé.
Source : MLS
| Rang | Gardien        | Club                    | BE/M | AR | BC | Min  | J  | CS |
| ---- | -------------- | ----------------------- | ---- | -- | -- | ---- | -- | -- |
| 1    | Brad Guzan     | Atlanta United FC       | 0.71 | 38 | 10 | 1260 | 14 | 8  |
| 2    | Tim Melia      | Sporting de Kansas City | 0.78 | 91 | 24 | 2759 | 31 | 10 |
| 3    | Stefan Frei    | Sounders FC de Seattle  | 1.09 | 84 | 36 | 2970 | 33 | 13 |
| 4    | Alex Bono      | Toronto FC              | 1.12 | 72 | 32 | 2570 | 29 | 10 |
| 5    | Tyler Deric    | Dynamo de Houston       | 1.19 | 76 | 31 | 2340 | 26 | 6  |
| 6    | Nick Rimando   | Real Salt Lake          | 1.19 | 73 | 33 | 2488 | 28 | 8  |
| 7    | Sean Johnson   | New York City FC        | 1.22 | 96 | 39 | 2880 | 32 | 7  |
| 8    | Matt Lampson   | Fire de Chicago         | 1.29 | 58 | 31 | 2160 | 24 | 8  |
| 9    | Andre Blake    | Union de Philadelphie   | 1.31 | 88 | 34 | 2340 | 26 | 9  |
| 10   | Jesse González | FC Dallas               | 1.38 | 75 | 40 | 2610 | 29 | 9  |

## Récompenses individuelles

### Récompenses annuelles
| Trophée                            | Joueur                 | Club                    |
| ---------------------------------- | ---------------------- | ----------------------- |
| Meilleur joueur (saison régulière) | Diego Valeri           | Timbers de Portland     |
| Meilleur joueur (finale MLS)       | Jozy Altidore          | Toronto FC              |
| Meilleur buteur                    | Nemanja Nikolić        | Fire de Chicago         |
| Meilleur défenseur                 | Ike Opara              | Sporting de Kansas City |
| Meilleur gardien                   | Tim Melia              | Sporting de Kansas City |
| Meilleur recrue                    | Julian Gressel         | Atlanta United          |
| Meilleur entraîneur                | Greg Vanney            | Toronto FC              |
| Meilleur come-back                 | Clint Dempsey          | Sounders FC de Seattle  |
| Meilleur nouveau venu              | Miguel Almirón         | Atlanta United          |
| Meilleur arbitre                   | Allen Chapman          |                         |
| Meilleur but                       | Héctor Daniel Villalba | Atlanta United          |
| Meilleur arrêt                     | Brad Guzan             | Atlanta United          |
| Trophée du fair-play (joueur)      | DaMarcus Beasley       | Dynamo de Houston       |
| Trophée du fair-play (équipe)      |                        | Sounders FC de Seattle  |
| Action humanitaire de l'année      | Ryan Hollingshead      | FC Dallas               |

### Récompenses mensuelles

#### Joueur du mois
| Mois      |                 |                       |               |
| Mois      | Joueur          | Club                  | Lien          |
| --------- | --------------- | --------------------- | ------------- |
| Mars      | Josef Martínez  | Atlanta United        | 5B            |
| Avril     | Joe Bendik      | Orlando City          | 2CS 4V 1D     |
| Mai       | Nemanja Nikolić | Fire de Chicago       | 6B 1P         |
| Juin      | David Villa     | New York City FC      | 3B 4V         |
| Juillet   | Daniel Royer    | Red Bulls de New York | 6B 4V         |
| Août      | Ignacio Piatti  | Impact de Montréal    | 7B 1P         |
| Septembre | Josef Martínez  | Atlanta United        | 9B            |
| Octobre   | Tyler Deric     | Dynamo de Houston     | 2CS 15A 2V 1N |

B=Buts; BV=But Vainqueur; CS=Clean sheet; A=Arrêt; P=Passe; PV=Passe Vainqueur; V=Victoire; D=Défaite

### Récompenses hebdomadaires

#### Joueur de la semaine
Source : MLS Player of the Week 2017
| Semaine    | Joueur             | Équipe                               | Lien       |
| ---------- | ------------------ | ------------------------------------ | ---------- |
| Semaine 1  | Diego Valeri       | Timbers de Portland                  | 2B 1P      |
| Semaine 2  | Josef Martínez     | Atlanta United FC                    | 3B         |
| Semaine 3  | Maximiliano Urruti | FC Dallas                            | 2B dont BV |
| Semaine 4  | Juan Agudelo       | Revolution de la Nouvelle-Angleterre | 2B         |
| Semaine 5  | Erick Torres       | Dynamo de Houston                    | 3B         |
| Semaine 6  | Albert Rusnák      | Real Salt Lake                       | 1B 2P      |
| Semaine 7  | Nemanja Nikolić    | Fire de Chicago                      | 2B         |
| Semaine 8  | Sebastian Giovinco | Toronto FC                           | 2B         |
| Semaine 9  | Jack Harrison      | New York City FC                     | 2B dont BV |
| Semaine 10 | C. J. Sapong       | Union de Philadelphie                | 3B         |
| Semaine 11 | Justin Meram       | Crew SC de Columbus                  | 3B dont BV |
| Semaine 12 | Miguel Almirón     | Atlanta United FC                    | 3B         |
| Semaine 13 | Miguel Almirón     | Atlanta United FC                    | 2B         |
| Semaine 14 | Roland Lamah       | FC Dallas                            | 3B         |
| Semaine 15 | Fanendo Adi        | Timbers de Portland                  | 2B         |
| Semaine 16 | David Villa        | New York City FC                     | 2B dont BV |
| Semaine 17 | David Accam        | Fire de Chicago                      | 3B 1P      |
| Semaine 18 | Nemanja Nikolić    | Fire de Chicago                      | 2B 1P      |
| Semaine 19 | Clint Dempsey      | Sounders FC de Seattle               | 2B 1P      |
| Semaine 20 | Daniel Royer       | Red Bulls de New York                | 3B 1P      |
| Semaine 21 | Sebastian Giovinco | Toronto FC                           | 2B 1P      |
| Semaine 22 | David Villa        | New York City FC                     | 2B         |
| Semaine 23 | Justin Morrow      | Toronto FC                           | 2B         |
| Semaine 24 | Ignacio Piatti     | Impact de Montréal                   | 4B         |
| Semaine 25 | Sebastian Giovinco | Toronto FC                           | 3B         |
| Semaine 26 | Kei Kamara         | Revolution de la Nouvelle-Angleterre | 3B         |
| Semaine 27 | Jozy Altidore      | Toronto FC                           | 2B         |
| Semaine 28 | Josef Martínez     | Atlanta United FC                    | 6B         |
| Semaine 29 | Patrick Mullins    | D.C. United                          | 4B         |
| Semaine 30 | Justin Morrow      | Toronto FC                           | 3B         |
| Semaine 31 | Kevin Molino       | Minnesota United FC                  | BV, 1P     |
| Semaine 32 | Nemanja Nikolić    | Fire de Chicago                      | 3B dont BV |
| Semaine 33 | Chris Wondolowski  | Earthquakes de San José              | 1B, PV     |

B=Buts; BV=But Vainqueur; CS=Clean sheet; A=Arrêt; P=Passe; PV=Passe Vainqueur
| Semaine    | Joueur                 | Équipe                  |
| ---------- | ---------------------- | ----------------------- |
| Semaine 1  | Romell Quioto          | Dynamo de Houston       |
| Semaine 2  | Miguel Almirón         | Atlanta United FC       |
| Semaine 3  | Josef Martínez         | Atlanta United FC       |
| Semaine 5  | Diego Valeri           | Timbers de Portland     |
| Semaine 6  | Nicolás Lodeiro        | Sounders FC de Seattle  |
| Semaine 7  | Anthony Jackson-Hamel  | Impact de Montréal      |
| Semaine 8  | Darlington Nagbe       | Timbers de Portland     |
| Semaine 9  | Andrew Jacobson        | Whitecaps de Vancouver  |
| Semaine 10 | Alberth Elis           | Dynamo de Houston       |
| Semaine 11 | Shkëlzen Gashi         | Rapids du Colorado      |
| Semaine 12 | Miguel Almirón         | Atlanta United FC       |
| Semaine 13 | Héctor Daniel Villalba | Atlanta United FC       |
| Semaine 14 | Blerim Džemaili        | Impact de Montréal      |
| Semaine 16 | Miguel Almirón         | Atlanta United FC       |
| Semaine 17 | Ike Opara              | Sporting de Kansas City |
| Semaine 18 | Blerim Džemaili        | Impact de Montréal      |
| Semaine 20 | Ian Harkes             | D.C. United             |
| Semaine 21 | Nicolàs Mezquida       | Whitecaps de Vancouver  |
| Semaine 22 | Diego Valeri           | Timbers de Portland     |
| Semaine 23 | Luis Silva             | Real Salt Lake          |
| Semaine 24 | Yordy Reyna            | Whitecaps de Vancouver  |
| Semaine 25 | Darlington Nagbe       | Timbers de Portland     |
| Semaine 27 | Gregory Garza          | Atlanta United FC       |
| Semaine 28 | Kevin Kratz            | Atlanta United FC       |
| Semaine 29 | Héctor Daniel Villalba | Atlanta United FC       |
| Semaine 30 | Kaká                   | Orlando City SC         |
| Semaine 32 | Nemanja Nikolić        | Fire de Chicago         |
| Semaine 33 | Paul Arriola           | D.C. United             |

| Semaine    | Joueur             | Équipe                  |
| ---------- | ------------------ | ----------------------- |
| Semaine 1  | Joe Bendik         | Orlando City SC         |
| Semaine 2  | Jake Gleeson       | Timbers de Portland     |
| Semaine 3  | Spencer Richey     | Whitecaps de Vancouver  |
| Semaine 5  | Bobby Shuttleworth | Minnesota United        |
| Semaine 6  | Stefan Frei        | Sounders FC de Seattle  |
| Semaine 7  | Tim Melia          | Sporting de Kansas City |
| Semaine 8  | Zac MacMath        | Rapids du Colorado      |
| Semaine 9  | Zac MacMath        | Rapids du Colorado      |
| Semaine 10 | Stefan Frei        | Sounders FC de Seattle  |
| Semaine 11 | Evan Bush          | Impact de Montréal      |
| Semaine 12 | Tim Melia          | Sporting de Kansas City |
| Semaine 13 | Tyler Deric        | Dynamo de Houston       |
| Semaine 14 | Joe Bendik         | Orlando City SC         |
| Semaine 16 | Evan Bush          | Impact de Montréal      |
| Semaine 17 | Alex Bono          | Toronto FC              |
| Semaine 18 | David Bingham      | Earthquakes de San José |
| Semaine 19 | John McCarthy      | Union de Philadelphie   |
| Semaine 20 | Brad Guzan         | Atlanta United FC       |
| Semaine 21 | John McCarthy      | Union de Philadelphie   |
| Semaine 22 | Joe Bendik         | Orlando City SC         |
| Semaine 23 | Andrew Tarbell     | Earthquakes de San José |
| Semaine 24 | Jeff Attinella     | Timbers de Portland     |
| Semaine 25 | Alex Bono          | Toronto FC              |
| Semaine 27 | Andrew Tarbell     | Earthquakes de San José |
| Semaine 28 | Bill Hamid         | D.C. United             |
| Semaine 29 | Nick Rimando       | Real Salt Lake          |
| Semaine 30 | Stefan Frei        | Sounders FC de Seattle  |
| Semaine 32 | Brad Guzan         | Atlanta United FC       |
| Semaine 33 | Brad Guzan         | Atlanta United FC       |

## Bilan
| Championnat des États-Unis de football 2017  |                         |
| Champion                                     | Toronto FC (1er titre)  |
| Dauphin                                      | Sounders FC de Seattle  |
| Séries (demi-finales de conférence)          | Toronto FC              |
| Séries (demi-finales de conférence)          | New York City FC        |
| Séries (demi-finales de conférence)          | Crew SC de Columbus     |
| Séries (demi-finales de conférence)          | Timbers de Portland     |
| Séries (demi-finales de conférence)          | Sounders FC de Seattle  |
| Séries (demi-finales de conférence)          | Whitecaps de Vancouver  |
| Séries (demi-finales de conférence)          | Red Bulls de New York   |
| Séries (demi-finales de conférence)          | Dynamo de Houston       |
| Coupes et trophées                           |                         |
| Vainqueur de la Coupe des États-Unis 2017    | Sporting de Kansas City |
| Qualifications continentales                 |                         |
| Ligue des champions de la CONCACAF 2018-2019 | Sporting de Kansas City |